# Лазги
Лазги́ (узб. Lazgi) — хорезмская узбекская народная песня и танец. Произносится «Лазги», ударение на «и».
Хорезмский танец лазги пользуется огромной популярностью, как на территории Узбекистана, так и за её пределами. Он зажигательный, энергичный и очень темпераментный. Хорезмские танцовщицы изначально очень ритмичны, а под конец танца и вовсе темп становится неудержимым.

## История и исполнение
Музыка состоит из маленького введения и трёх частей. Танец начинается медленными и простыми движениями — сначала пальцы, руки, плечи, после движение всего тела начинает ускоряться. Затем резко переходит в сложные движения. С изменением характера музыки и ускорением всей картины ещё более разгорается танец и в конце заканчивается.
Различаются мужские (в бойцовском и героическом духе) и женские (лирические, веселые) танцы. В нынешнее время в Хорезме насчитывается 9 видов лазги. Это «Дутар лазги», «Сурнай лазги», «Лазги с кастаньетами (кайрак)», кроме этого, начиная с середины XX века созданы танцевальные лазги — ялла: «Кимни севар ёрисан» («Чья ты любимая?», К. Отаниязов), «Лойик» («Достойна», А. Атаджанов и М. Рахимов»), «Сани узинг бирёна» («Ты одна единственная», О. Хайитова, Б. Жуманиёзов), «Гал-гал», («Идём-идём», Б. Хамдамов), «Хоразмнин лазгиси» («Хорезмское лазги», О. Отажонов), «Уйна-уйна» («Танцуй-танцуй», К. Рахмонов) и др.
Лазги на сегодня, является самым известным хорезмским танцем. Для этого танца характерны движения на полусогнутых ногах, тряска плечами и руками, со звенящими колокольчиками, закреплёнными на них.
В Хорезме имеются 9 видов танца, а именно отточенное (идеальное) лазги (узб. «Qayroq lazgisi»), лазги под мелодию дутара (узб. «Dutor lazgisi»), лазги под мелодию сурная (узб. «Surnay lazgisi») и др.
В декабре 2019 года танец лазги был включен в список шедевров устного и нематериального культурного наследия человечества как элемент культурного наследия Узбекистана.

## Известные исполнители песни
Лазги изначально была музыкой, без песни. Впервые слова сочинил и спел песню лазги народный артист Узбекистана Камилжан Отаниязов, а далее и другие артисты, народная артистка СССР Малика Колонтарова, Хулкар Абдуллаева, Фируза Джуманиёзова, народный артист Узбекской ССР Отажон Худайшукуров, Марал Ибрагимова и Ботир Кодиров.

## Популярность
Большим поклонником танца лазги был первый президент Узбекистана И. А. Каримов, особенно во время народных празднеств.